# Сулев Ниммік
Сулев Ниммік (ест. Sulev Nõmmik; 11 січня 1931, Таллінн — 28 липня 1992, Курессааре) — радянський та естонський режисер театру і кіно, актор, сценарист, комік, артист балету. Заслужений діяч мистецтв Естонської РСР (1976).

## Життєпис
Сулев Ниммік народився 11 січня 1931 року в Таллінні, його мати була вчителькою. До 1936 року носив прізвище Набі. У 1945—1947 роках навчався в Талліннському гірничому технікумі. У 1959 році закінчив Талліннське хореографічне училище. У 1960—1964 роках навчався в Ленінградському інституті театру, музики та кінематографії на театрально-постановочному факультеті. З 1947 по 1951 і з 1954 по 1962 рік він був артистом балету в театрі «Естонія». У 1962—1992 роках працював в тому ж театрі актором і режисером. Серед найбільш відомих його театральних постановок «Muinaslugu muusikas», «Mees La Manchast», «Krahv Luxemburg».
Виступав з комічними естрадними номерами й фейлетонами. Найбільшу популярність він здобув завдяки своєму комічному персонажу Кярна Арні (ест. Kärna Ärni) з вигаданого села Удувере, роль якого він виконував на радіо в 1970-1980-х роках. Він також був автором сценарію, режисером і актором в декількох естонських фільмах, серед яких «Чоловікам сльози не личить» (1969), «Молодий пенсіонер» (1972), «От і ми!» (1979). Сценарії до багатьох фільмів писав разом з Енном Ветемаа.
У 1988 році Сулев Ниммік був нагороджений премією в галузі гумору «Meie Mats».
Помер 28 липня 1992 року в місті Курессааре на острові Сааремаа під час концертного туру. Похований на Лісовому кладовищі Таллінна.

## Фільмографія
Акторські кінороботи:
- «Сім'я Мяннард» (1960, Уно)
- «Чоловіки не плачуть» (1968, професор)
- «Чорний, як я» (1969, водій автобуса)
- «Ось і ми!» (1978, Ааду)
- «Чортиня» (1981, дідусь (дублював М. Гаврилов)
- «Олов'яні солдатики» (1984, містер Нунн, фільм-спектакль)

Режисер-постановник:
- «Чоловіки не плачуть» (1968)
- «Молодий пенсіонер» (1971, к/м)
- «Театральна ніч» (1971, фільм-спектакль)
- «Молодий пенсіонер» (1972)
- «Мішук» (1975)
- «Ось і ми!» (1978)

Сценарист:
- «Чоловіки не плачуть» (1968, у співавт.)
- «Вкрали Старого Тоомаса» (1970, у співавт.)
- «Молодий пенсіонер» (1971, к/м)
- «Театральна ніч» (1971)
- «Молодий пенсіонер» (1972, у співавт.)
- «Ось і ми!» (1978, у співавт.)

## Нагороди
- Заслужений діяч мистецтв Естонської РСР (1976)
- В 1988 році Сулев Ниммік був нагороджений премією іменні Меіе Матс.[6]